# Albert Illescas de la Morena
Albert Illescas de la Morena (Barcelona, 2 de novembre de 1940 - 4 de maig de 2011) fou un arquitecte català.
Les seves obres com arquitecte es caracteritzaven per estar pensades per les persones i entenia cada projecte com una manera de millorar les seves condicions de vida. Entre les seves obres destaca el seu habitatge ubicat a la urbanització de Can Pep Simó, a Eivissa. o la seva casa a Monells. També cal destacar la casa Vilanova-Cullell de Banyoles, amb col·laboració de Jeroni Moner i Codina.
Va ser Professor de Projectes Escola Tècnica Superior d'Arquitectura de Barcelona entre 1974 i 1975, i des de 1978 fins al 2011.
En els seus darrers anys es va dedicar més a l'arquitectura escrivint que realitzant projectes. Entre els seus escrits destaca la monografia que va fer junt amb en Manuel Brullet sobre son pare Sixte Illescas.

## Publicacions
- Amb Viaplana, Albert. "The Students Voice". A: World Architecture 3, London: Studio Vista, 1966. p.192-195
- "Arquitectos contestatarios o integrados: o la curiosa rueda de la consagración". A: CAU, Barcelona. 1969.
- "Germán Rodríguez Arias (1902-1987)", Quaderns num.175, Barcelona: COAC, 1987
- Els espais de l'habitatge-1: Espais on menjar, Barcelona: ETSAB, UPC.1996
- Els espais de l'habitatge- 2: El Pati, Barcelona: ETSAB, UPC.1997
- "La lección del patio argelino". A: Patio y casa, DPA num 13. Barcelona: ETSAB, 1997
- Els espais de l'habitatge- 3: Exteriors, Barcelona: ETSAB, UPC.1999
- Els espais de l'habitatge- 4: Cuidar el cos, Barcelona: ETSAB, UPC.2000
- Amb Mora, Gabriel. "Un americà a Cadaqués". A: El Cadaqués de Peter Harnden i Lanfranco Bombelli, Girona: COAC, 2002. p. 10-13.
- Radiografies 4: Cuidar el Cos, Barcelona: ETSAB, 2005
- Amb Brullet, Manuel. Sixte Illescas arquitecte (1903-1986). De l'avantguarda a l'oblit. Barcelona COAC, 2008
- Una vida en quatre cases. Barcelona: ETSAB, 2010. (Trajectòries 01. Memòries de l'Escola d'Arquitectura de Barcelona)